# ZETA
magnussoft ZETA (ehemals yellowTAB ZETA) ist ein nicht mehr erhältliches kommerzielles Betriebssystem, das im November 2003 auf den Markt kam und bis April 2007 verkauft wurde. Es stellt eine Weiterentwicklung des Betriebssystems BeOS dar, dessen Entwicklung aufgrund einer Insolvenz eingestellt wurde. Dadurch gelangten die Rechte an BeOS zum überwiegenden Teil an die Firma Palm, einige Rechte behielten ehemalige Entwickler der Firma Be Incorporated.
Der Name ZETA bezieht sich auf den sechsten Buchstaben des griechischen Alphabets, der auch für die Zahl 6 steht; denn de facto handelt es sich bei ZETA um die Nachfolgeversion der letzten BeOS-Version 5.0.3.
Am 16. März 2007 hat magnussoft nach eigenen Angaben die Finanzierung der Weiterentwicklung von ZETA eingestellt.
Hauptentwickler und yellowTAB-Gründer Bernd Korz gab am 2. April 2007 bekannt, dass er die Weiterentwicklung von ZETA einstellen werde. Zusätzlich äußerte er Überlegungen, nach denen Teile der Software unter Open-Source-Lizenzen freigegeben werden könnten, sodass sie dem Haiku-Projekt zugutekommen würden. David Schlesinger, Direktor für Open-Source-Technologien bei ACCESS, dem Unternehmen, das die Rechte an dem Quelltext von BeOS hält, äußerte, eine solche Offenlegung würde eine unerlaubte Veröffentlichung eines abgeleiteten Werks darstellen, und erklärte zudem, weder yellowTAB noch Bernd Korz hätten jemals eine Lizenz für die Verwendung des BeOS-Quelltextes besessen. Als Reaktion auf diese Äußerungen wurde der Vertrieb der Software eingestellt.

## System
ZETA erbte viele Eigenschaften von seinem Vorgänger BeOS. So ist es ebenso SMP-, multitasking- und multithreadingfähig. Es verwendet ebenfalls das Be-Filesystem als Dateisystem (mit der Möglichkeit zur assoziativen Dateiverwaltung) und ist in der Lage, auf ext2 (lesend), ext3 (lesend), FAT16 (Vollzugriff), FAT32 (Vollzugriff), NTFS (lesend), ReiserFS (lesend) und HFS-Partitionen (lesend) zuzugreifen. Auch bringt es den bereits bei BeOS verwendeten Bootmanager bootman mit.

## Firmenentwicklung
Am 4. April 2006 wurde gegen den Hersteller des Betriebssystems ZETA, yellowTAB, ein Antrag auf Insolvenz gestellt, das Insolvenzantragsverfahren eingeleitet, die Geschäftskonten gesperrt und ein Insolvenzverwalter bestellt.
yellowTAB bestritt in einer Presseerklärung, dass dies das Ende des Unternehmens bedeute. So hieß es, dass es definitiv eine nächste Version von ZETA geben solle, und man auch Supportleistungen anbieten wolle, die allerdings auf vier Wochen beschränkt sein sollen. Des Weiteren solle die Aktivierung (eingeführt mit ZETA 1.0) in Version 1.2 wieder entfernt und der Preis um knapp 10 € gesenkt werden. Zusätzlich wurde angekündigt, dass es auch weitere Entwicklungen an ZETA geben wird, auch wenn yellowTAB „nicht mehr weiterbestehen kann“. Eine engere Zusammenarbeit mit der Open-Source-BeOS-Nachbildung Haiku werde angestrebt.
yellowTAB hat den Geschäftsbetrieb zwischenzeitlich jedoch gänzlich eingestellt. Aufgrund mangelnder Insolvenzmasse ist die ordnungsgemäße Durchführung des Insolvenzverfahrens infrage gestellt.
Neuer Vertreiber von ZETA wurde nach dem Ende von yellowTAB das Unternehmen magnussoft. Dieses erklärte am 26. März 2007, dass es die Finanzierung des von Bernd Korz geleiteten Entwicklerteams zum 16. März eingestellt habe. Zur Begründung verwies das Unternehmen auf die Verkaufszahlen von ZETA, die die eigenen Erwartungen stark unterschritten hätten. Den Vertrieb von ZETA wolle magnussoft aber mindestens bis Ende 2007 aufrechterhalten.
Laut offizieller Mitteilung der magnussoft Deutschland GmbH, wurde am 5. April 2007 der Vertrieb der Produkte magnussoft Zeta 1.21 und magnussoft Zeta 1.5 eingestellt. Die Einstellung erfolgt bis zur Klärung der durch die Access Co. Ltd. abgegebenen Erklärung, wonach weder die yellowTAB GmbH noch die magnussoft Deutschland GmbH zum Vertrieb des Produktes Zeta berechtigt sind oder waren.

## Einsatzgebiet
Während Vorgänger BeOS als das „Multimedia-Betriebssystem“ galt, kann ZETA kein solches Alleinstellungsmerkmal mehr aufweisen, da sich die entsprechenden Fähigkeiten konkurrierender Betriebssysteme seit der Blütezeit von BeOS Ende der 1990er Jahre wesentlich weiterentwickelt haben. Der Hersteller bezeichnet das Betriebssystem dennoch als besonders geeignet für Multimedia-Anwendungen. Allerdings haben die meisten Hersteller von Multimedia-Hard- und -Software die Unterstützung für BeOS aufgegeben, sodass das Anwendungsangebot verglichen mit anderen Betriebssystemen klein ist.
ZETA ist ein Einbenutzersystem für den Heimbereich. So können mit dem VLC media player Videos und DVDs angesehen, MP3-Dateien mit dem Standard-Audioplayer Champion abgespielt und mit Mozilla Firefox im Web gesurft werden. E-Mail-Programme und Office-Paket sind in ZETA enthalten.
ZETA stellt mit POSIX eine standardisierte Schnittstelle zur Verfügung, was die Portierung von UNIX-Anwendungen erleichtert.

## Kritik und Mängel
Die Eigenschaften von ZETA werden teilweise kontrovers diskutiert. Kritiker sehen keine wirkliche Weiterentwicklung gegenüber BeOS. Viele der angepriesenen Eigenschaften und Vorzüge von ZETA seien trivialer Natur. Der Vertrieb unfertiger Versionen der Software über einen Homeshopping-TV-Kanal hat darüber hinaus Zweifel aufkommen lassen, ob der Hersteller in der Lage ist, das Projekt finanziell fortzuführen.
Ein weiterer Kritikpunkt ist das Fehlen zeitgemäßer Software. So liegt die mitgelieferte Office-Suite GoBe Productive in der 1999 veröffentlichten Version 2.0 vor. Da der Hersteller die BeOS-Unterstützung eingestellt hat, wird das Produkt nicht mehr weiterentwickelt. Auch der Flash Player und der RealPlayer sind aus demselben Grund lediglich in Versionen vom Ende der 1990er Jahre verfügbar. Viele der verfügbaren Programme bieten aus heutiger Sicht unzureichende Eigenschaften, so lässt sich z. B. aus der mitgelieferten BeOS-Portierung des Browsers Mozilla Firefox nicht drucken, während der BeOS-eigene Browser NetPositive keine zeitgemäße HTML-Unterstützung bietet.
Das Java Runtime Environment von Sun ist ebenso wenig verfügbar wie etwa OpenOffice.org. Portierungen beider Pakete sind wiederholt angekündigt worden, haben jedoch in keinem Fall eine Veröffentlichung nach sich gezogen.
Bemängelt wird auch die geringe Auswahl an unterstützter Hardware. Es ist teilweise nicht möglich, ZETA ohne Einschränkungen auf einem heutigen Standard-PC zu installieren.
Es ist unter ZETA möglich, wie bei Linux, Windows und Mac OS, mehrere Filme gleichzeitig abzuspielen, doch da die Hersteller der Grafikkarten für ZETA keine eigenen Treiber mit Hardwarebeschleunigung anbieten, sind andere Systeme (z. B. Windows, GNU/Linux) mit optimierten Videodekodern selbst auf älterer Hardware besser in der Lage, mehr Videos gleichzeitig ruckelfrei abzuspielen als ZETA.
Auch die WLAN-Unterstützung ist unvollständig. So wird etwa der Verschlüsselungsstandard WPA nicht unterstützt, ZETA-Nutzer müssen sich mit dem älteren und unsicheren WEP zufriedengeben.

## Rechtliche Fragen
Während der gesamten Entwicklungszeit herrschte in der BeOS/ZETA-Nutzergemeinschaft Unsicherheit über den rechtlichen Status von ZETA. Weder yellowTAB noch magnussoft äußerten sich dezidiert zu den Lizenzbedingungen, unter denen sie das auf BeOS basierende System vertrieben. Es wurde spekuliert, dass die Entwickler keinerlei Zugang zum Quelltext besäßen und die Weiterentwicklung allein in der Modifikation oder dem Austausch binären Codes bestünde. Zum anderen wurde angenommen, dass illegal veröffentlichter Quelltext einer Entwicklerversion von BeOS (dano) verwendet würde. Eine weitere Annahme war, dass yellowTAB kurz vor der Auflösung der BeOS-Herstellerfirma Be, Inc. einen Lizenzvertrag mit ihr abgeschlossen habe.
yellowTAB äußerte zu den Spekulationen lediglich, dass man keinen illegal veröffentlichten Programmcode verwende. Ob und wenn ja zu welchen Bedingungen Original-BeOS-Code verwendet wurde, wurde nicht erklärt. Gleichzeitig wurde nichts von rechtlichen Schritten gegen yellowTAB bekannt.
Am 4. April 2007 gab David Schlesinger (Direktor von Access/PalmSource) auf Bits-of-News (BitsofNews.com) bekannt, dass YellowTab/Korz niemals legalen Zugang zum BeOS-Quelltext gehabt habe und keine Lizenz zur Veröffentlichung von BeOS-Software besitze. Des Weiteren, so Schlesinger, habe Korz nicht das Recht, den Quellcode von BeOS/Zeta zu veröffentlichen. Das Ausbleiben rechtlicher Schritte begründete Schlesinger mit der Aufwändigkeit des deutschen Rechtswegs sowie mit dem Fehlen eines wirtschaftlichen Interesses. ACCESS selbst erziele mit dem BeOS-Quelltext keinerlei Einnahmen und aufgrund der vermuteten geringen Finanzkraft von Bernd Korz/yellowTAB würden rechtliche Schritte keinen Gewinn versprechen. Dennoch habe man Bernd Korz wiederholt Unterlassungsanordnungen zugesandt, die jedoch ignoriert worden seien. Mit Wirkung vom 5. April 2007 stellte die Firma magnussoft, unter deren Namen die Zeta-Versionen ab 1.2.1 vertrieben wurden, den Vertrieb bis zur Klärung der rechtlichen Grundlage ein.

## Versionen

### Vorabversionen RC1-RC4
Das Betriebssystem ZETA wurde vor dem Erscheinen der Final-Version 1.0 zunächst als Release Candidates (RC) herausgegeben. Dies begann mit RC1, wobei schon der spätere RC2 deutliche Entwicklungsfortschritte seit BeOS Version 5 zeigte. Unter anderem wurde neue Hardware unterstützt, darunter auch USB-Geräte, aber auch viele neue Programmiersprachen und neue Anwendungen aus vielen Kategorien waren enthalten. Ab dem 9. Juni 2004 war der dritte Release Candidate des Systems verfügbar.
Am 15. Oktober 2004 erschien ein vierter Release Candidate unter dem Namen Neo. Dieser brachte unter anderem eine bessere Hardwareunterstützung durch mehr Treiber (u. a. Wegfall der 128-Gigabyte-Grenze für Festplatten), volle USB 2.0-Unterstützung, einen neuen Media-Player mit dem Namen Champion und ein Internet-Telefonie-Programm namens Whisper. Da nach Erscheinen von Neo verschiedene Fehler auftraten, brachte yellowTAB ein Service Pack für diese Version heraus.

### ZETA R1
ZETA 1.0 ist die finale Version des Betriebssystems und wurde von yellowTAB auf der CeBIT (10.–16. März 2005 in Hannover) präsentiert. Die Auslieferung verzögerte sich um einige Wochen, am 9. Juni 2005 begann die CD-Produktion. ZETA 1.0 hat, wie Windows XP, erstmals auch eine Produktaktivierung. Man bekommt einen Registrierungsschlüssel per Post geschickt und muss anschließend ihn und die CD-Seriennummer in einem Fenster unter ZETA eingeben, damit man ZETA weiter benutzen darf.
Ab dem 24. Juni 2005 befand sich ZETA 1.0 in der Auslieferung; auf der firmeneigenen Website wurde die Verbreitung der Version 1.0 am 1. Juli offiziell bestätigt.

### ZETA R1.1
Am 17. Oktober 2005 erschien ein etwa 50 MB (installiert etwa 150 MB) großes Service Pack, das die Versionsnummer auf 1.1 erhöht. Mit dieser neuen Version soll es möglich sein, ZETA auch von einem USB-Laufwerk zu booten. Des Weiteren unterstützt ZETA damit auch Dual-Core-Prozessoren.

#### ZETA R1.1 und R1.21 LiveCD
Am 21. Oktober 2005 erschien in Zusammenarbeit mit freenet.de auch eine 174,5 MB große (entpackt etwa 550 MB), kostenlose Live-CD, welche es ermöglicht, das Betriebssystem zu testen, ohne es installieren zu müssen. Es wurden bei der Live-CD jedoch kommerzielle Programme weggelassen, die nur in der kostenpflichtigen Vollversion enthalten sind. Weitere Einschränkungen bestehen darin, dass ZETA nicht auf die Festplatte installiert werden kann und auch nicht auf Laufwerke mit dem BFS, dem ZETA-eigenen Dateisystem, schreiben kann. Ab September 2006 stand die neue, ebenfalls kostenlose ZETA Live-CD 1.21 zum Herunterladen bereit, mit einer Größe von 223 MB.

### ZETA R1.2
Kurz nach Bekanntgabe des Insolvenzantrags vom April 2006 kündigte der Hersteller die Version 1.2 an. Am 22. April begann der RTL Shop als Vertriebspartner den Verkauf dieser Version. Diese Version brachte einige Neuerungen mit, so etwa erstmals eine volle SATA-Unterstützung und eine Portierung des Yahoo Messengers.

### ZETA R1.21
ZETA 1.2.1 sollte ursprünglich bereits im Juni 2006 veröffentlicht werden, was jedoch durch die Insolvenz der Herstellerfirma yellowTAB verhindert wurde.
Nach der Insolvenz übernahm das Softwarehaus magnussoft, das von Seiten yellowTABs zunächst nur als „exklusiver weltweiter Distributor“ bezeichnet wurde, die Verantwortung für die Weiterentwicklung des Betriebssystems. Für die eigentliche Entwicklungsarbeit wurde ein unabhängiges ZETA-Programmierteam geschaffen, dem auch der Gründer und Geschäftsführer der insolventen yellowTAB, Bernd Korz, angehört. Vertrieb und Vermarktung übernimmt magnussoft, mit der Unterstützung eines ehemaligen yellowTAB Vertriebsmitarbeiters.
Eigentlich sollte laut Ankündigungen von magnussoft zur Leipziger Games Convention im August 2006 eine Version 1.3 von ZETA erscheinen. Stattdessen wurde dort lediglich eine Betaversion (Beta 2) einer als Version 1.21 (ohne den zweiten Punkt von 1.2.1, der ein „minor release“ signalisiert) benannten Version vorgestellt. Dort wurden dann auch erstmals die ersten im Auftrag von magnussoft portierten professionellen Computerspiele vorgeführt.
Die Veröffentlichung der finalen Version folgte dann in der ersten Oktoberhälfte. Ein feststellbares Medienecho gab es jedoch nicht. Weder heise online noch Golem.de, slashdot oder osnews.com erwähnten das Release.

### ZETA R1.5
Am 24. Dezember 2006 wurde Version 1.5 für die Medien und andere Interessierte ausgegeben. Offizieller Verkaufsstart für Endanwender sollte der 15. Januar 2007 werden. Später wurde er jedoch auf Ende Januar 2007 verschoben. Laut Angaben von magnussoft wurde am 28. Februar 2007 damit begonnen, ZETA 1.5 an die Händler zu liefern. Die Auslieferung der Version 1.5 erfolgt lediglich als Upgrade einer bestehenden Zeta-Version. Der Vertrieb wurde aufgrund der Rechtsunsicherheit (Rechte am Quellcode / Access) am 5. April 2007 eingestellt. Ein für den April 2007 angekündigtes Update mit der Versionsnummer 1.5.1 wurde aufgrund der Einstellung von Verkauf und Entwicklung nicht mehr veröffentlicht.